# 19741 Callahan
19741 Callahan este un asteroid din centura principală de asteroizi.

## Descriere
19741 Callahan este un asteroid din centura principală de asteroizi. A fost descoperit pe 5 ianuarie 2000 la Socorro, New Mexico, în cadrul proiectului LINEAR. Asteroidul prezintă o orbită caracterizată de o semiaxă mare de 2,25 ua, o excentricitate de 0,13 și o înclinație de 8,1° în raport cu ecliptica.